# قائمة حلقات منزل فوستر
منزل فوستر هو مسلسل رسوم متحركة امريكي من إخراج كريغ مكراكين لي كرتون نتورك ستوديوز تم عرضه لأول مرة في 13 اغسطس 2004 واستمر حتى 03 ماي 2009 بمجموع 06 مواسم و 79 حلقة وكان في بداية إنتاجه فيلما لمدة 90 دقيقة ومدة الحلقة الواحدة حوالي 22 دقيقة تتحدث قصة المسلسل في هذا المنزل الذي أسسته سيدة «فوستر» يجتمع كل الأصدقاء الخياليين من كل أنحاء العالم، وتأتي الدهشة وقمة الخيال من أن هؤلاء الأصدقاء يتحولون إلى أصدقاء حقيقيين، فمجرد أن يتخيل الطفل تفاصيل وسلوك الصديق الذي يتخيله، يجد أمامه هذا الصديق الخيالي صديقًا حقيقيًّا له مشاعر حقيقية، ويقوم بتصرفات وأفعال تحدث في الواقع. وفي هذا المسلسل، ستجدون الأطفال يتخيلون أصدقاءهم دائمًا في عمر ما بين السابعة والثامنة، وبعد أن يتحولوا إلى أصدقاء حقيقيين، يكون عليهم وهم في هذه السن الصغيرة التصدي لما يقابلهم من مشكلات ومواقف.

## الحلقات

### الموسم الأول (2004)
| الرقم في السلسلة | الرقم في الموسم | العنوان                       | تاريخ البث الأصلي |
| ---------------- | --------------- | ----------------------------- | ----------------- |
| 1-3              | 1-3             | «بيت بلوو»                    | 13 اغسطس 2004     |
| 04               | 04              | «حروب المتجر»                 | 20 اغسطس 2004     |
| 05               | 05              | «المشكلة مع خربشات»           | 27 اغسطس 2004     |
| 06               | 06              | «ظبطت»                        | 03 سبتمبر 2004    |
| 07               | 07              | «العشاء المنحرف»              | 10 سبتمبر 2004    |
| 08               | 08              | «وايبيت في جميع انحاء العالم» | 17 سبتمبر 2004    |
| 09               | 09              | «بيري المخيف»                 | 24 سبتمبر 2004    |
| 10               | 10              | «"رؤية الأحمر / هاتف المنزل»  | 01 أكتوبر 2004    |
| 11               | 11              | «من الذي سمح للكلاب بالدخول»  | 08 أكتوبر 2004    |
| 12               | 12              | «" التبني الآن»               | 15 أكتوبر 2004    |
| 13               | 13              | «بلوو»                        | 22 أكتوبر 2004    |

| أيقونة بذرة | هذه بذرة مقالة عن موضوع متعلق بالولايات المتحدة بحاجة للتوسيع. فضلًا شارك في تحريرها. |